# Coppa della Malaysia
La Coppa della Malaysia, nota anche come Piala Malaysia e precedentemente come Malaya Cup, è una competizione calcistica ad eliminazione diretta della Malaysia, disputata solitamente nella seconda metà dell'anno. Nonostante il suo prestigio derivato da essere la competizione più antica della nazione, è una coppa nazionale di minore importanza rispetto alla Malaysia FA Cup, dal momento che quest'ultima assegna uno slot per le competizioni continentali AFC. La competizione era inizialmente organizzata dalla Federazione calcistica della Malaysia, ma a partire dal 2016 la sua amministrazione è passata alla Malaysian Football League.
La competizione è stata creata nel 1921 con il nome di Malaya Cup.
Il record di titoli vinti appartiene al Selangor, a quota trentatré trofei, mentre la squadra campione in carica è il Johor Darul Ta'zim, che ha vinto il suo terzo titolo nell'edizione 2022.

## Storia
La Coppa della Malaysia è una delle competizione calcistiche ancora in attività più antiche del continente asiatico, essendo stata fondata nel 1921.

### Origini e primi anni
Nel gennaio di quell'anno, la nave della Royal Navy HMS Malaya, di stanza a Port Klang iniziò a disputare alcune partite di calcio, rugby, hockey e golf contro alcune squadre locali. Tre mesi dopo, il capitano della HMS Malaya H.T. Buller scrisse al Segretario di governo degli Stati malesi federati, offrendo due trofei da essere conquistati con tornei di calcio e di rugby, come ringraziamento per l'accoglienza ricevuta in Malaya. L'offerta fu accettata dal governo, e diverse rappresentative sportive si riunirono per organizzare il torneo. 
In seguito alla formazione del comitato organizzatore, nacque la Malaya Cup, con la prima partita giocata il 20 agosto 1921, con la vittoria del Selangor sul Penang per 5-1, di fronte a circa 5.000 spettatori a Kuala Lumpur. L'edizione inaugurale del torneo vide la partecipazione di sei club e fu vinto da una rappresentativa dei giocatori di Singapore.
La popolarità della competizione crebbe rapidamente, tanto che già nel 1923 era descritta come il principale evento sportivo della Malaya. Nel 1925 la finale fu giocata per la prima volta fuori da Kuala Lumpur, a Singapore, dove la selezione dei padroni di casa sconfisse il Selangor con un punteggio di 2-1. La rappresentativa di Singapore continuò a raggiungere la finale del torneo dalla prima edizione del 1921 al 1941, quando la competizione fu interrotta a causa della Seconda guerra mondiale. 

### Dopoguerra
La competizione riprese nel 1948, quando Sri Pahang, Kelantan, Terengganu e Perlis si unirono alla competizione. Nel 1957, per la prima volta la finale si tenne allo Stadio Merdeka, costruito pochi mesi prima; la maggioranza delle finali si disputeranno allo Stadio Merdeka fino agli anni '90.
Nel 1967 la Malaya Cup subì un rebranding, cambiando nome in Piala Malaysia e con un nuovo trofeo. La vecchia versione della coppa è custodita nel museo nazionale di Kuala Lumpur. Nel 1979 ci fu un cambio di formato, con il passaggio da una serie di gironi a base geografica ad un torneo con girone singolo ed eliminazione diretta, con un totale di 17 squadre partecipanti. Inizialmente la fase ad eliminazione diretta includeva le prime 4 del girone, con semifinali e finale, ma nel 1981 fu allargata a 8 squadre, partendo così dagli ottavi di finale. Alla nascita del campionato, questo era visto principalmente come un meccanismo di qualificazione per la Coppa.

### Età moderna
La Coppa ha continuato a vedere partecipanti anche rappresentative di altre nazioni: il Brunei, vincitore dell'edizione 1999, continua ad essere coinvolto anche nelle edizioni recenti, rappresentato inizialmente da una selezione nazionale e in seguito dal DPMM. In aggiunta, la rappresentativa inviata Federazione calcistica di Singapore ha vinto la competizione 24 volte, diventando il secondo club più titolato dopo il Selangor. Dopo l'ultima vittoria del 1994, la federazione calcistica di Singapore ha lasciato la competizione a seguito di una disputa con la federazione della Malaysia, tornando nella competizione solo nell'edizione 2012.

## Finali

### Malaya Cup
| Stagione | Vincitore                                           | Risultato                                           | Finalista                                           |
| -------- | --------------------------------------------------- | --------------------------------------------------- | --------------------------------------------------- |
| 1921     | Singapore Lions                                     | 2-1                                                 | Selangor                                            |
| 1922     | Selangor                                            | 3-2                                                 | Singapore Lions                                     |
| 1923     | Singapore Lions                                     | 2-1                                                 | Perak                                               |
| 1924     | Singapore Lions                                     | 1-0                                                 | Selangor                                            |
| 1925     | Singapore Lions                                     | 2-1                                                 | Selangor                                            |
| 1926     | Perak                                               | 1-0                                                 | Singapore Lions                                     |
| 1927     | Selangor                                            | 8-1                                                 | Singapore Lions                                     |
| 1928     | Selangor e Singapore Lions                          | Selangor e Singapore Lions                          | Selangor e Singapore Lions                          |
| 1929     | Selangor e Singapore Lions                          | Selangor e Singapore Lions                          | Selangor e Singapore Lions                          |
| 1930     | Singapore Lions                                     | 3-0                                                 | Selangor                                            |
| 1931     | Perak                                               | 3-1                                                 | Singapore Lions                                     |
| 1932     | Singapore Lions                                     | 5-3                                                 | Selangor                                            |
| 1933     | Singapore Lions                                     | 8-2                                                 | Selangor                                            |
| 1934     | Singapore Lions                                     | 2-1                                                 | Penang                                              |
| 1935     | Selangor                                            | 3-2                                                 | Singapore Lions                                     |
| 1936     | Selangor                                            | 1-0                                                 | Singapore Lions                                     |
| 1937     | Singapore Lions                                     | 2-1                                                 | Selangor                                            |
| 1938     | Selangor                                            | 1-0                                                 | Singapore Lions                                     |
| 1939     | Singapore Lions                                     | 3-2                                                 | Selangor                                            |
| 1940     | Singapore Lions                                     | 2-0                                                 | Kedah                                               |
| 1941     | Singapore Lions                                     | 2-1                                                 | Penang                                              |
| 1942-47  | Non disputato a causa della Seconda guerra mondiale | Non disputato a causa della Seconda guerra mondiale | Non disputato a causa della Seconda guerra mondiale |
| 1948     | Negeri Sembilan                                     | 2-2 (2-1 dtr)                                       | Selangor                                            |
| 1949     | Selangor                                            | 3-2                                                 | Armed Forces                                        |
| 1950     | Singapore Lions                                     | 2-0                                                 | Penang                                              |
| 1951     | Singapore Lions                                     | 6-0                                                 | Perak                                               |
| 1952     | Singapore Lions                                     | 3-2                                                 | Penang                                              |
| 1953     | Penang                                              | 3-2                                                 | Singapore Lions                                     |
| 1954     | Penang                                              | 3-0                                                 | Singapore Lions                                     |
| 1955     | Singapore Lions                                     | 3-1                                                 | Kelantan                                            |
| 1956     | Selangor                                            | 2-1                                                 | Singapore Lions                                     |
| 1957     | Perak                                               | 3-2                                                 | Selangor                                            |
| 1958     | Penang                                              | 3-3 (3-1 dtr)                                       | Singapore Lions                                     |
| 1959     | Selangor                                            | 4-0                                                 | Perak                                               |
| 1960     | Singapore Lions                                     | 2-0                                                 | Perak                                               |
| 1961     | Selangor                                            | 4-2                                                 | Perak                                               |
| 1962     | Selangor                                            | 1-0                                                 | Penang                                              |
| 1963     | Selangor                                            | 6-2                                                 | Penang                                              |
| 1964     | Singapore Lions                                     | 3-2                                                 | Perak                                               |
| 1965     | Singapore Lions                                     | 3-1                                                 | Selangor                                            |
| 1966     | Selangor                                            | 1-0                                                 | Armed Forces                                        |

### Piala Malaysia
| Stagione  | Vincitore                                     | Risultato                                     | Finalista                                     |
| --------- | --------------------------------------------- | --------------------------------------------- | --------------------------------------------- |
| 1967      | Perak                                         | 2-1                                           | Singapore Lions                               |
| 1968      | Selangor                                      | 8-1                                           | Penang                                        |
| 1969      | Selangor                                      | 1-0                                           | Penang                                        |
| 1970      | Perak                                         | 2-0                                           | Kelantan                                      |
| 1971      | Selangor                                      | 3-1                                           | Perak                                         |
| 1972      | Selangor                                      | 3-0                                           | Perak                                         |
| 1973      | Selangor                                      | 2-1                                           | Terengganu                                    |
| 1974      | Penang                                        | 2-1                                           | Perak                                         |
| 1975      | Selangor                                      | 1-0                                           | Singapore Lions                               |
| 1976      | Selangor                                      | 3-0                                           | Singapore Lions                               |
| 1977      | Singapore Lions                               | 3-2                                           | Penang                                        |
| 1978      | Selangor                                      | 4-2                                           | Singapore Lions                               |
| 1979      | Selangor                                      | 2-0                                           | Singapore Lions                               |
| 1980      | Singapore Lions                               | 2-1                                           | Selangor                                      |
| 1981      | Selangor                                      | 4-0                                           | Singapore Lions                               |
| 1982      | Selangor                                      | 1-0                                           | Terengganu                                    |
| 1983      | Sri Pahang                                    | 3-2                                           | Selangor                                      |
| 1984      | Selangor                                      | 3-1                                           | Sri Pahang                                    |
| 1985      | Johor Darul Ta'zim                            | 2-0                                           | Kuala Lumpur                                  |
| 1986      | Selangor                                      | 6-1                                           | Johor Darul Ta'zim                            |
| 1987      | Kuala Lumpur                                  | 1-0                                           | Kedah                                         |
| 1988      | Kuala Lumpur                                  | 3-0                                           | Kedah                                         |
| 1989      | Kuala Lumpur                                  | 2-1                                           | Kedah                                         |
| 1990      | Kedah                                         | 3-1                                           | Singapore Lions                               |
| 1991      | Johor Darul Ta'zim                            | 3-1                                           | Selangor                                      |
| 1992      | Sri Pahang                                    | 1-0                                           | Kedah                                         |
| 1993      | Kedah                                         | 2-0                                           | Singapore Lions                               |
| 1994      | Singapore Lions                               | 4-0                                           | Sri Pahang                                    |
| 1995      | Selangor                                      | 1-0                                           | Sri Pahang                                    |
| 1996      | Selangor                                      | 0-0 (5-4 dtr)                                 | Sabah                                         |
| 1997      | Selangor                                      | 1-0                                           | Sri Pahang                                    |
| 1998      | Perak                                         | 1-1 (5-3 dtr)                                 | Terengganu                                    |
| 1999      | Brunei                                        | 2-1                                           | Sarawak                                       |
| 2000      | Perak                                         | 2-0                                           | Negeri Sembilan                               |
| 2001      | Terengganu                                    | 2-1                                           | Perak                                         |
| 2002      | Selangor                                      | 3-0                                           | Perlis                                        |
| 2003      | Selangor MPPJ                                 | 3-0                                           | Sabah                                         |
| 2004      | Perlis                                        | 2-1                                           | Negeri Sembilan                               |
| 2005      | Selangor                                      | 3-0                                           | Perlis                                        |
| 2006      | Perlis                                        | 2-1                                           | Negeri Sembilan                               |
| 2007      | Kedah                                         | 3-0                                           | Perak                                         |
| 2008      | Kedah                                         | 3-2                                           | Selangor                                      |
| 2009      | Negeri Sembilan                               | 3-1                                           | Kelantan                                      |
| 2010      | Kelantan                                      | 2-1                                           | Negeri Sembilan                               |
| 2011      | Negeri Sembilan                               | 2-1                                           | Terengganu                                    |
| 2012      | Kelantan                                      | 3-2                                           | Armed Forces                                  |
| 2013      | Sri Pahang                                    | 1-0                                           | Kelantan                                      |
| 2014      | Sri Pahang                                    | 2-2 (5-3 dtr)                                 | Johor Darul Ta'zim                            |
| 2015      | Selangor                                      | 2-0                                           | Kedah                                         |
| 2016      | Kedah                                         | 1-1 (6-5 dtr)                                 | Selangor                                      |
| 2017      | Johor Darul Ta'zim                            | 2-0                                           | Kedah                                         |
| 2018      | Perak                                         | 3-3 (4-1 dtr)                                 | Terengganu                                    |
| 2019      | Johor Darul Ta'zim                            | 3-0                                           | Kedah                                         |
| 2020      | Cancellata a causa della Pandemia di COVID-19 | Cancellata a causa della Pandemia di COVID-19 | Cancellata a causa della Pandemia di COVID-19 |
| 2021      | Kuala Lumpur                                  | 2-0                                           | Johor Darul Ta'zim                            |
| 2022      | Johor Darul Ta'zim                            | 2-1                                           | Selangor                                      |
| 2023      | Johor Darul Ta'zim                            | 3-1                                           | Terengganu                                    |
| 2024-2025 | Johor Darul Ta'zim                            | 2-1                                           | Sri Pahang                                    |

## Titoli per squadra
| Squadra            | Vittorie | Secondi posti | Finali disputate |
| ------------------ | -------- | ------------- | ---------------- |
| Selangor           | 33       | 17            | 50               |
| Singapore Lions    | 24       | 19            | 43               |
| Perak              | 8        | 11            | 19               |
| Kedah              | 5        | 9             | 14               |
| Johor Darul Ta'zim | 5        | 3             | 8                |
| Penang             | 4        | 9             | 13               |
| Sri Pahang         | 4        | 8             | 12               |
| Kuala Lumpur       | 4        | 1             | 5                |
| Negeri Sembilan    | 3        | 3             | 6                |
| Kelantan           | 2        | 4             | 6                |
| Perlis             | 2        | 1             | 3                |
| Terengganu         | 1        | 6             | 7                |
| Selangor MPPJ      | 1        | 0             | 1                |
| Brunei             | 1        | 0             | 1                |
| Armed Forces       | 0        | 3             | 3                |
| Sabah              | 0        | 3             | 3                |
| Sarawak            | 0        | 1             | 1                |